# Alfrēds Kalniņš

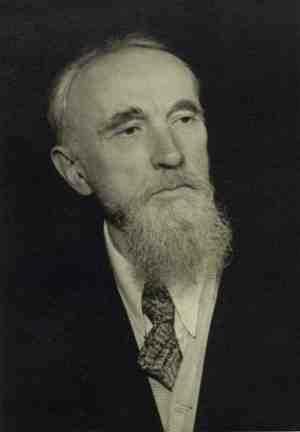
Alfrēds Kalniņš

Alfrēds Bruno Jānis Kalniņš (Cēsis, 23 augustus 1879 - Riga, 23 december 1951) was een Letse componist, organist en dirigent.

## Levensloop
Kalniņš kreeg al jong piano- en vioollessen. In Riga doorliep hij de muziekschool. In die plaats bezocht hij vaak het theater, waar hij opera’s en concerten kon beluisteren. Hij leerde Oskars Šepskis (1850-1914) kennen, een componist en organist, die hem privé-lessen gaf.
Van 1897 tot 1901 studeerde hij orgel en compositieleer aan het Conservatorium van Sint-Petersburg. Na een kort verblijf in Riga, dat hij besteedde aan het schrijven van een reeks liederen, aanvaardde hij in 1903 een betrekking als organist bij de Sint-Nicolaaskerk in Pärnu, dat tegenwoordig in Estland ligt, maar toen deel uitmaakte van de Russische provincie Lijfland. Daarnaast gaf hij muzieklessen aan het plaatselijke gymnasium en dirigeerde hij het schoolkoor. In Pärnu werd in 1904 zijn zoon Jānis Kalniņš geboren, die later ook componist zou worden.
Kalniņš bleef in Pärnu tot 1911. In dat jaar werd hij organist bij de Sint-Annakerk in Liepāja, waar hij ook als dirigent optrad bij het koor van de plaatselijke muziekvereniging. Los van de kerkdiensten gaf hij ook orgelconcerten en was hij betrokken bij de restauratie van het orgel van de Sint-Annakerk.
In 1914 brak de Eerste Wereldoorlog uit. In 1915 viel Liepājā in handen van de Duitsers. Kalniņš week uit naar Tartu (net als Pärnu toen in Lijfland en nu in Estland). Daar werkte hij als organist en dirigent en gaf hij privé-muzieklessen.
Toen in 1918 ook Tartu in handen van de Duitsers viel, ging hij terug naar Liepāja. In 1919 aanvaardde hij in Riga, nu de hoofdstad van het onafhankelijk geworden Letland, een functie als hoofd van de afdeling Muziek bij het ministerie van Onderwijs en voorzitter van de Muziekraad. Daarnaast trad hij op als organist van de Sint-Jacobskerk, schreef hij kritieken en dirigeerde hij het studentenkoor van de Universiteit van Letland. In 1926 werd in Riga een zangersfestival gehouden, waarbij hij optrad als chef-dirigent.
Tussen 1927 en 1933 verbleef hij in New York, waar hij werkte als organist en concerten en muzieklessen gaf.
In 1933 keerde hij terug naar Riga, waar hij organist werd van de Domkerk. Tussen 1944 en 1948 was hij rector van het conservatorium van Riga, waar hij ook orgellessen gaf. In 1948 ging hij met pensioen. Drie jaar later overleed hij.

### Monumenten
In 1979, Kalniņš’ honderdste geboortejaar, werd in Cēsis een bronzen buste van Kalniņš onthuld. Sinds 2004 staat die bij de plaatselijke muziekschool, die zijn naam draagt: Alfrēda Kalniņa Cēsu Mūzikas vidusskola. In 1979 kreeg ook Riga een standbeeld van de componist. Het staat bij het operagebouw. In het Viesturapark, ook in Riga, staat een monument met portretten van acht Letse componisten, onder wie Alfrēds Kalniņš.

## Oeuvre
Kalniņš was een zeer productief componist, die honderden liederen geschreven heeft, zowel voor solostem met pianobegeleiding als voor koor. Van zijn zes cantates is Jūra (‘De zee’) de bekendste.
In 1918 begon Kalniņš te werken aan zijn beroemdste werk, de opera Baņuta, die in 1920 in Riga in première ging. Het is de eerste opera met een tekst in het Lets. Toen Kalniņš in New York woonde, herschreef hij een groot deel van de muziek. Deze versie van de opera werd in 1937 voor het eerst uitgevoerd. In 1940, onder de Sovjetbezetting, moest Kalniņš het slot van de opera veranderen. In de originele versie plegen de hoofdpersoon Baņuta en haar minnaar Vižuts zelfmoord; nu kreeg de opera een ‘happy end’. Op 5 juni 1982 werd de opera voor het eerst in het westen uitgevoerd, en wel in New York. Deze productie baseerde zich op de versie van 1937. De versie van 1940 wordt sindsdien niet meer gespeeld. De opera is, zeker in Letland, altijd populair gebleven en wordt nog regelmatig opgevoerd.
Kalniņš’ tweede opera Salinieki (‘De eilandbewoners’, 1926) is veel minder bekend.
Verder componeerde hij nog een ballet, Staburags, een orkestsuite en stukken voor orgel en piano.

## Noot
1. ↑  Deze kerk ging in 1944 tijdens de Tweede Wereldoorlog bij een Sovjetbombardement verloren.

- Bibliothèque nationale de France: cb140487383 (data)
- CiNii: DA14227955
- Gemeinsame Normdatei: 130448184
- International Standard Name Identifier: 0000 0001 2121 0849
- Library of Congress Control Number: n82043394
- Nationale Bibliotheek van Letland: 000007416
- MusicBrainz: ccfb5ea6-1447-4603-beea-b625bcd1826f
- Nationale Bibliotheek van Tsjechië: mzk2011649240
- Nationale Bibliotheek van Israël: 987011066438605171
- SNAC: w6v246jf
- Système universitaire de documentation: 19149772X
- Trove: 1527589
- Virtual International Authority File: 12507926
- WorldCat: E39PBJqbhKtQMHhfvRfwGxGyh3